# Walnut Ridge
Walnut Ridge és una població dels Estats Units a l'estat d'Arkansas. Segons el cens del 2000 tenia 4.925 habitants.

## Demografia
Segons el cens del 2000, Walnut Ridge tenia 4.925 habitants, 2.065 habitatges, i 1.305 famílies. La densitat de població era de 164,4 habitants/km².
Dels 2.065 habitatges en un 27,9% hi vivien nens de menys de 18 anys, en un 50% hi vivien parelles casades, en un 10,4% dones solteres, i en un 36,8% no eren unitats familiars. En el 33,5% dels habitatges hi vivien persones soles el 19% de les quals corresponia a persones de 65 anys o més que vivien soles. El nombre mitjà de persones vivint en cada habitatge era de 2,24 i el nombre mitjà de persones que vivien en cada família era de 2,85.
Per edats la població es repartia de la següent manera: un 21,4% tenia menys de 18 anys, un 8,7% entre 18 i 24, un 24,7% entre 25 i 44, un 22,3% de 45 a 60 i un 22,9% 65 anys o més.
L'edat mediana era de 41 anys. Per cada 100 dones de 18 o més anys hi havia 77,6 homes.
La renda mediana per habitatge era de 28.953 $ i la renda mediana per família de 36.735 $. Els homes tenien una renda mediana de 27.458 $ mentre que les dones 20.169 $. La renda per capita de la població era de 14.974 $. Entorn del 10% de les famílies i el 13,6% de la població estaven per davall del llindar de pobresa.

## Poblacions més properes
El següent diagrama mostra les poblacions més properes.